# Habitatge al carrer Gurb, 29 (Vic)
L'Habitatge al carrer Gurb, 29 és una casa eclèctica de Vic (Osona) inclosa a l'Inventari del Patrimoni Arquitectònic de Catalunya.

## Descripció
Edifici civil. Casa entre mitgeres de planta baixa i dos pisos. La planta no presenta cap ordre compositiu, els pisos tenen un eix de composició vertical centrat. L'edifici és cobert a dues vessants sense ràfec, ja que està coronat per una cornisa. Les obertures de les finestres són de pedra i els ampits estan motllurats. Lamentablement les modificacions que s'han fet a l'antic portal, possiblement reaprofitat, desmereixen tot l'edifici.

## Història
L'antic camí de Gurb sorgí com la prolongació del carrer de les Neus vers el segle xii i on s'anaren transformant les masies i edificacions en cases entre mitgeres que seguien el traçat natural del camí. Al segle xv es construí l'església gòtica dels Carmelitans prop de l'actual carrer Arquebisbe Alemany, enderrocada el 1655 en convertir-se la ciutat en plaça fortificada contra els francesos durant la guerra dels Segadors. Als segles XVII-XVIII es construí l'actual convent i l'església dels Carmelitans calçats. Al segle xviii la ciutat experimenta un fort creixement i aquests carrers itinerants es renoven formant part de l'Eixample Morató. Al segle xix, amb la urbanització de l'Horta d'en Xandri entre el carrer Gurb i de Manlleu també es renova. Actualment el carrer viu una etapa d'estancament i convindria revitalitzar-lo
L'edifici es degué construir el 1727 a jutjar per la llinda del portal. No es troba al Catàleg del Patrimoni Arquitectònic del terme municipal de Vic.